# Callulina kreffti
Callulina kreffti är en groddjursart som beskrevs av Fritz Nieden 1911. Callulina kreffti ingår i släktet Callulina och familjen Brevicipitidae. IUCN kategoriserar arten globalt som livskraftig. Inga underarter finns listade.